# Les Dents de la mer
Pour les articles homonymes, voir Les Dents de la mer (série de films).
Série Les Dents de la mer
Les Dents de la mer, 2e partie
(1978)
Pour plus de détails, voir Fiche technique et Distribution.
Les Dents de la mer (Jaws, litt. « Les Mâchoires ») est un film américain réalisé par Steven Spielberg et sorti en 1975. Adapté du roman à succès de Peter Benchley publié en 1974. Le scénario du film est principalement attribué à Benchley qui a écrit les premiers jets d'après son propre livre ainsi qu'à Carl Gottlieb qui l'a retravaillé pendant le tournage.
Le film met en scène un grand requin blanc mangeur d'hommes qui attaque violemment les baigneurs d'une station balnéaire de la côte est des États-Unis située sur l'île fictive d'Amity. Cela contraint le chef de la police locale à le chasser avec l'aide d'un biologiste marin et d'un chasseur de requins.
Principalement tourné à Martha's Vineyard dans le Massachusetts, Les Dents de la mer a été le premier grand film américain à être filmé sur l'océan et a eu une production difficile où le calendrier et le budget initial de 4 millions de dollars ont terminé à 9 millions. Comme les requins mécaniques conçus par le département artistique fonctionnaient mal, Spielberg a alors décidé de recourir principalement au suspense en suggérant la présence du requin avec un thème musical inquiétant et minimaliste composé par John Williams pour indiquer ses apparitions imminentes.
Universal Pictures a donné au film une sortie exceptionnellement large en été en le diffusant simultanément dans 409 salles partout aux États-Unis dès son premier jour d'exploitation le 20 juin 1975, alors qu'auparavant les sorties étaient limitées aux grandes villes avant une diffusion plus large. De plus, le studio a fait le choix d'accompagner la sortie du film d'une vaste campagne publicitaire, faisant des Dents de la mer la première super-production contemporaine de l'histoire du cinéma américain.
Le film fut acclamé par les critiques et a été un véritable succès commercial. Il rapporta 260 millions de dollars aux États-Unis et 210 millions dans le reste du monde, soit un total de 470 millions de dollars, faisant de lui le plus grand succès cinématographique de tous les temps (sans tenir compte de l'inflation) pendant deux ans avant d'être détrôné par Star Wars en 1977. Il a lancé le modèle des films d'action à gros budget que les studios hollywoodiens sortent durant la période estivale dans des milliers de cinémas avec une importante promotion dans le but d'attirer l'attention du public et de rencontrer un succès populaire. Il a par ailleurs remporté trois Oscars et a lancé définitivement la carrière de Spielberg. La terrifiante musique de John Williams et l'image transmise du requin à travers le film sont depuis fortement ancrées dans la culture populaire.
Il donne naissance à une saga cinématographique de quatre films où les trois suites (sans l'implication de Spielberg et Benchley) ont connu un succès critique et commercial décroissant. En 2001, il est sélectionné par le National Film Registry de la Bibliothèque du Congrès des États-Unis pour y être conservé, en raison de son « importance culturelle, historique ou esthétique ».

## Synopsis

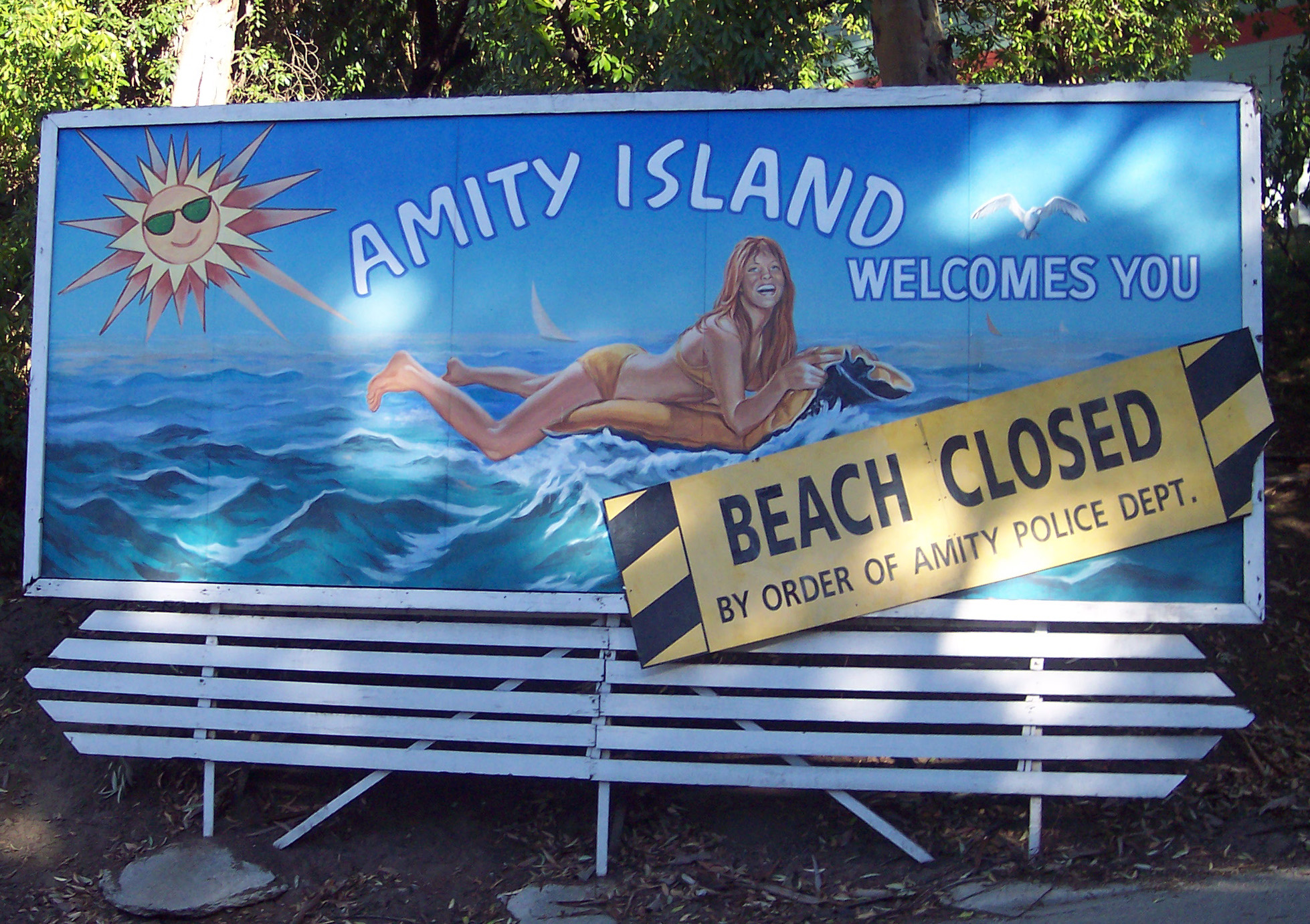
Panneau situé dans les Studios Universal à Hollywood, à l'entrée de l'attraction « Jaws ride », indiquant le lieu imaginaire d'Amity Island. Il imite celui que l'on voit dans le film, lorsque Martin Brody sort de chez lui pour se rendre sur les lieux de la disparition de la première victime.

Le 1er juillet 1974, sur l'île d'Amity, un groupe d'étudiants fait la fête sur la plage. Une jeune femme s'éloigne du groupe pour un bain de minuit alors que son flirt s'endort sur la plage, ivre. Après quelques brasses, la jeune femme est attaquée par une force mystérieuse, elle tente de résister mais est happée et disparaît dans l'eau en poussant des cris de terreur. Quelques secondes après, la mer retrouve son calme nocturne. Personne ne sait ce qui vient de se dérouler.
Le lendemain, à la suite de la déclaration de la disparition de la jeune femme, Martin Brody, nouveau chef de la police locale originaire de New York, découvre les restes de la victime. Il attribue aussitôt cette mort à une attaque de requin, mais sous la pression du conseil municipal et aussi en raison de son inexpérience sur cette île, il suit les recommandations du médecin légiste de l'île et conclut à une mort accidentelle (noyade et choc avec un bateau).
Quelques jours après, un enfant est happé à son tour par le requin, et cette fois les témoins sont nombreux à assister à la scène. Le doute n'est plus permis : un requin rôde le long des plages d'Amity.
Le conseil municipal est confronté à un choix douloureux. Il peut adopter des mesures de protection le temps de se débarrasser du requin, c'est-à-dire interdire la baignade. Mais ceci mettrait en péril l'activité touristique de l'île à quelques jours du 4 juillet, la fête nationale américaine.
De plus, la mère de l'enfant a passé une annonce dans les journaux locaux et promet 3 000 dollars à qui tuera le requin. Le conseil s'inquiète de la publicité négative sur la ville et également de l'arrivée en masse de pêcheurs plus ou moins qualifiés pour obtenir la récompense. Parallèlement, Quint, un pêcheur local, propose ses services au conseil municipal pour tuer le requin mais il exige 10 000 dollars.

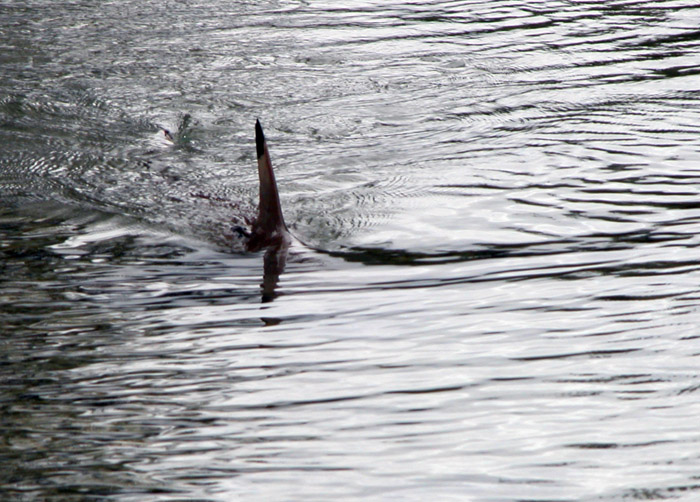
Un aileron de requin, personnage central des Dents de la mer et symbole de danger mortel pour les baigneurs.

Le chef Brody essaie de son côté d'en savoir plus sur les requins et fait appel à l'institut océanographique pour avoir les conseils d'un expert. Matt Hooper, l'expert, arrive sur l'île le 2 juillet. Dès son arrivée, il demande à examiner le corps de la première victime et démontre de manière irréfutable qu'il s'agit d'une attaque de requin. Peu après, le même jour, des pêcheurs tuent un requin-tigre. Le maire exulte mais Brody, sur les conseils de Hooper, émet des doutes sur la responsabilité de ce requin dans les attaques : la mâchoire qui a attaqué la première victime serait beaucoup plus grosse que celle du requin pêché. Le maire refuse de suivre les recommandations du chef de la police et pense avant tout à l'afflux de touristes pour le 4 juillet. Les plages seront surveillées, mais interdiction de les fermer, même après qu'une autopsie du requin prouve qu'il avait le ventre vide.
Le 4 juillet, alors que la police et les gardes-côte surveillent la mer, le requin parvient à déjouer la surveillance et attaque à nouveau. Le maire n'a plus le choix : il accepte la proposition de Brody et engage Quint pour tuer le requin. Bien qu'il soit aquaphobe, Brody est de la partie. Hooper se joint également à la chasse pour apporter son expertise sur les requins. Quint et Hooper ne s'apprécient guère pour commencer mais brisent la glace avec une beuverie en mer où Quint révèle qu'il est un survivant du naufrage de l'USS Indianapolis dont les marins ont été attaqués par des requins. Après plusieurs essais, les trois hommes tentent un ultime essai pour tuer le requin. Hooper descend dans une cage anti requin avec un poison dans son harpon pour le lui faire avaler. Mais le requin attaque et détruit la cage manquant de peu de dévorer Hooper qui se réfugie au fond. Le requin attaque à nouveau et tue Quint. Brody réussit à faire avaler une bouteille d’oxygène au requin et le tue en le faisant exploser en tirant sur la bouteille avec un fusil. Hooper remonte à la surface et retrouve Brody. Ils réussissent à atteindre le rivage durant le générique de fin.

## Fiche technique
Sauf indication contraire, les informations mentionnées dans cette section peuvent être confirmées par la base de données cinématographiques IMDb,  présente dans la section « Liens externes ».
- Titre original : Jaws
- Titre de travail : Stillness in the Water
- Titre français : Les Dents de la mer
- Réalisation : Steven Spielberg
- Scénario : Peter Benchley et Carl Gottlieb ; Howard Sackler, John Milius et Robert Shaw pour le monologue sur l'USS Indianapolis (non crédités) d'après le roman de Peter Benchley
- Musique : John Williams
- Direction artistique : Joe Alves
- Décors : John M. Dwyer (en)
- Costumes et maquillage : Cinematique
- Photographie : Bill Butler ; Rexford Metz (prises de vue sous-marines), Ron et Valerie Taylor (vues sous-marines de vrais requins)
- Effets spéciaux : Robert A. Mattey
- Son : John R. Carter et Robert Hoyt (enregistrement effectué à : Westrex Recording System)
- Montage : Verna Fields (chef monteuse)
- Production : Richard D. Zanuck et David Brown ; Jim Fargo (délégué)
- Sociétés de production : Universal Pictures et Zanuck/Brown Production
- Société de distribution : Universal Pictures
- Budget : 9 millions de dollars
- Pays de production :  États-Unis
- Langue de tournage : anglais
- Format : couleur (Technicolor) — 35 mm (Panavision) — 2,35:1 — son mono
- Genre : Thriller horrifique
- Durée : 124 minutes
- Dates de sortie :
  - États-Unis : 20 juin 1975
  - France : 28 janvier 1976
- Classifications :
  - États-Unis : PG[2],[3]
  - France : interdit aux moins de 12 ans[4],[5]

## Distribution
- Roy Scheider (VF : Jacques Thébault / Joël Martineau) : Martin Brody, chef de la police d'Amity
- Robert Shaw (VF : André Valmy / Patrick Floersheim) : Bart Quint, chasseur de requins
- Richard Dreyfuss (VF : Bernard Murat / Daniel Lafourcade) : Matt Hooper, scientifique océanographique
- Lorraine Gary (VF : Jeanine Freson / Véronique Augereau) : Ellen Brody, femme de Martin
- Murray Hamilton (VF : Jean Michaud / Thierry Murzeau) : Larry Vaughn, le maire d'Amity
- Carl Gottlieb (VF : Philippe Dumat / Michel Tugot-Doris) : Ben Meadows, l'adjoint du maire
- Jeffrey Kramer (VF : Paul Bisciglia / Tugdual Rio) : Leonard Hendricks, l'adjoint de Brody
- Susan Backlinie (VF : Carole Gioan) : Christine « Chrissie » Watkins (1re victime)
- Jonathan Filley (VF : Marc François / Jean-François Cros) : Tom Cassidy
- Chris Rebello (VF : Jackie Berger / Thomas Krumpe) : Michael « Mike » Brody, fils aîné de Martin et Ellen Brody
- Jay Mello (VF : Gwenvin Sommier) : Sean Brody, fils cadet de Martin et Ellen Brody
- Lee Fierro (VF : Anne Kerylen) : Mme Kintner
- Jeffrey Voorhees (VF : Alexandre Boucher) : Alex M. Kintner (2e victime)
- Craig Kingsbury (VF : Pierre Garin) : Ben Gardner (3e victime)
- Ted Grossman : L'homme sur la barque (4e victime)
- Robert Nevin (VF : Jean Brunel) : le médecin légiste
- Peter Benchley (VF : Claude d'Yd) : l'intervieweur TV sur la plage

### Acteurs non crédités
- Peggy Scott (VF : Lita Recio / Paulette Frantz) : Polly
- Fritzi Jane Courtney (VF : Pascale Jacquemont) : Mme Taft
- Phil Murray (VF : Henri Poirier / Marc Alfos) : M. Taft
- Alfred Wilde (VF : Paul Villé / Henri Labussière) : Harry Wiseman
- Cyprian R. Dube : M. Prosner
- Edward Chalmers Jr. (VF : Georges Aubert) : M. Denherder
- Robert Chambers (VF : Jean-Jacques Steen) : Charlie, le copain pêcheur de M. Denherder
- Dick Young (VF : Roger Lumont) : Frank Pratt

Légende : Doublage de 1976 / Redoublage de 2004

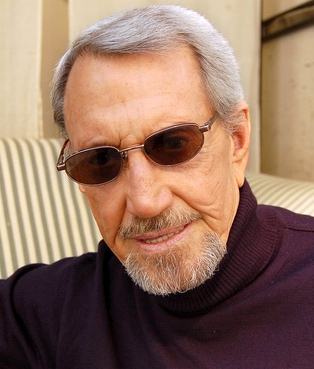
Roy Scheider interprète Martin Brody.
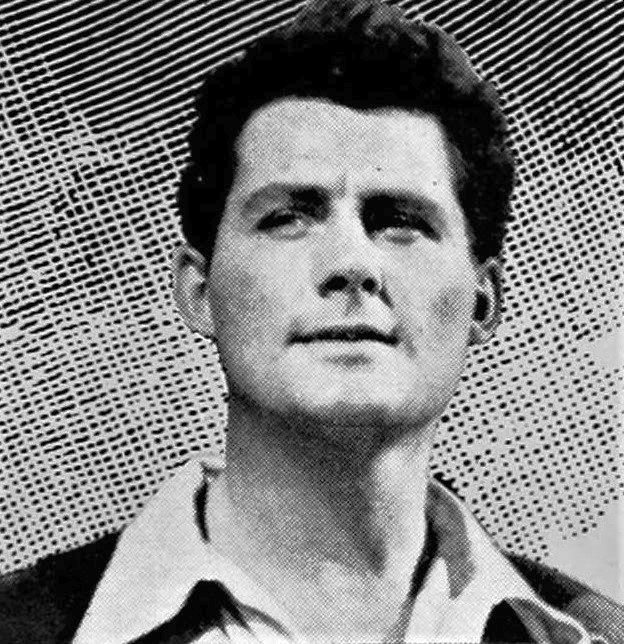
Robert Shaw interprète Bart Quint.
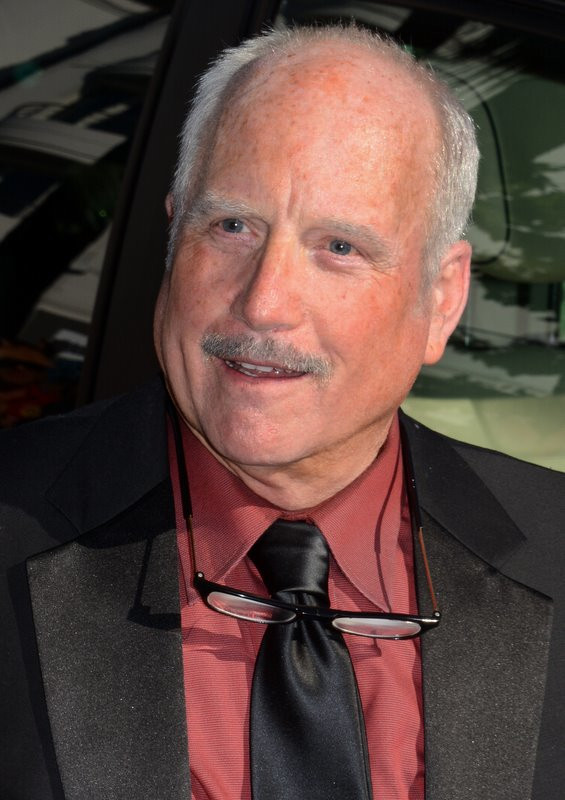
Richard Dreyfuss interprète Matt Hooper.
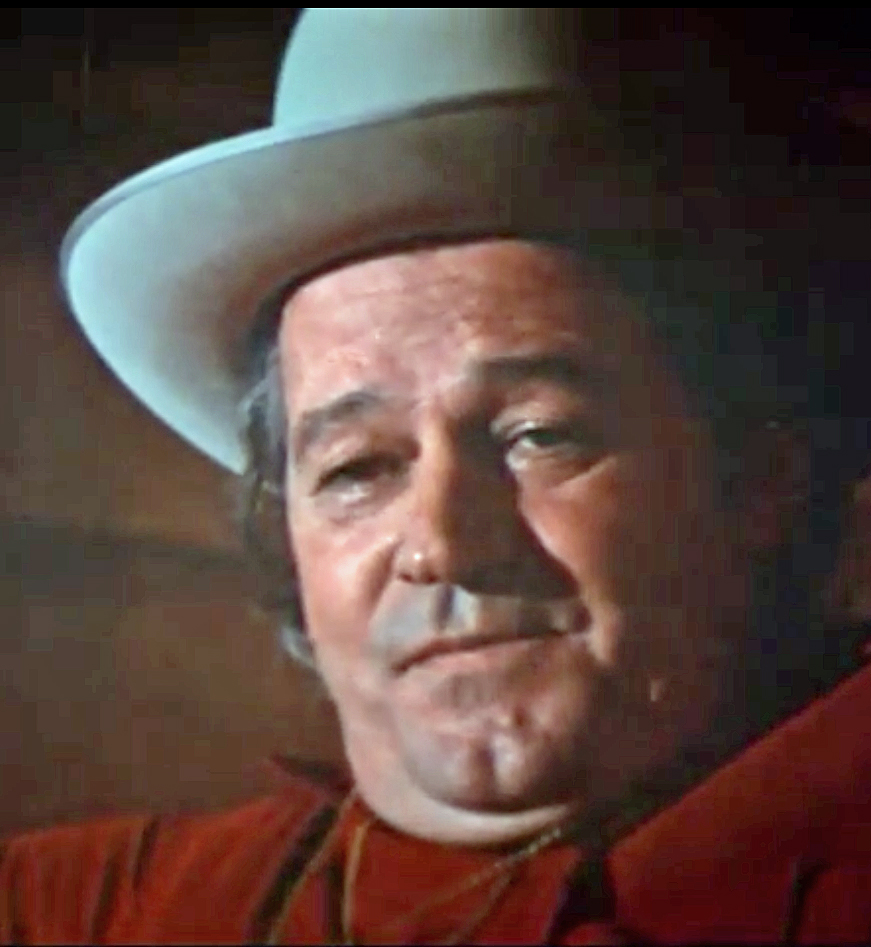
Murray Hamilton, ici dans La Toile d'araignée (1975), interprète le maire Larry Vaughn.

## Production

### Le livre à l'origine du film
Le film de Steven Spielberg sorti en 1975 est l'adaptation du roman du même nom de Peter Benchley paru un an plus tôt.
Petit-fils de Robert Benchley (1889-1945), humoriste, acteur et journaliste, et fils de Nathaniel Benchley (1915-1981), écrivain de livres pour enfants, Peter Benchley (1940-2006) baigne dans le milieu littéraire depuis son enfance. Deux ans après un diplôme d'anglais obtenu à l'université Harvard, il se lance en 1963 dans le journalisme, avec des articles rédigés pour The Washington Post puis de 1963 à 1967 pour l'hebdomadaire Newsweek. Après un bref passage de 1967 à 1969 à la Maison-Blanche, en tant que rédacteur des discours du président démocrate Lyndon Johnson, il se reconvertit dans le journalisme free-lance, travaillant pour Holiday, Life, Travel, The New Yorker, Time ou encore le National Geographic.
En 1964, Peter Benchley lit un article du New York Daily News relatant la capture par un pêcheur d'un requin de 2 tonnes au large de Long Island. Il en tirera l'idée d'écrire un roman sur les requins qui deviendra, dix ans plus tard, Jaws. Beaucoup d'éléments servant à l'écriture du livre seront inspirés par une série d'attaques de requin survenus dans le New Jersey en 1916.
Mais c'est de l'extérieur que viendra le déclic pour commencer l'écriture du livre. Ce déclencheur est un agent de la maison d'édition Doubleday, Thomas Congdon. Début 1970, après avoir lu quelques articles que Benchley a rédigés pour différents magazines, il l'invite à manger dans un restaurant français de New York afin de déterminer si le journaliste n'aurait pas quelques idées intéressantes pouvant donner matière à l'écriture d'un livre. Benchley lui parle alors de son histoire de requin. Congdon est accroché et lui offre 1 000 $ en échange des 100 premières pages. À la lecture du premier jet que Benchley lui rend, Congdon n'est pas satisfait. Le ton du récit est trop humoristique à son goût, considérant que cela colle mal avec l'ambiance d'un thriller. Il lui demande donc de réécrire 95 % de son essai.
À la sortie du livre, et dans l'ensemble, les critiques ne sont pas bonnes. Dans The Village Voice, Donald Newlove dit du roman qu'il est « ennuyeux, sans intérêt, mou », le manque d'épaisseur des personnages est décrié par John Spurling dans le New Statesman et la pauvreté de l'intrigue est pointée par John Skow dans Time ou encore dans The Listener.
Cependant, un élément ne laisse pas les critiques indifférents : le requin. The Miami Herald reporte ainsi des propos de Jacques-Yves Cousteau qui affirme « [qu']aussi bien écrit et documenté soit-il, c'est un mauvais livre. Les requins n'agissent pas comme cela est décrit dans le roman. » Au contraire, Patricia Meyer Spacks estime dans The Hudson Review que « [le requin est] indubitablement le plus intéressant personnage du livre. »
La plupart des critiques[Qui ?] s'accordent néanmoins sur un point, les sources présumées d'inspiration de Peter Benchley pour son roman, qui vont de Moby Dick, roman d'Herman Melville paru en 1851, en passant par Le Vieil Homme et la Mer, roman d'Ernest Hemingway paru en 1952, et pour finir à Un Ennemi du peuple, pièce de 1882 d'Henrik Ibsen.
Parfois peu flatteuses, ces critiques n'eurent cependant qu'un faible impact sur les ventes du roman, ventes qui s'envolèrent dès sa publication. Le livre restera 44 semaines en tête des ventes aux États-Unis. En un an, après de nombreuses traductions dans d’autres langues, plus de 9 millions d'exemplaires seront vendus, principalement dans les mois qui suivirent sa sortie, le succès du film lui donnant un second souffle.
Sans attendre ce succès en librairie, le producteur de cinéma David Brown décide très tôt de racheter les droits du livre, alerté par un article de Cosmopolitan sur le roman, qui se concluait par ces mots « ce n'est pas de la grande littérature, mais on pourrait en tirer un bon film. » Brown et Richard D. Zanuck, le second producteur du film Les Dents de la mer, offrent 175 000 $ à Peter Benchley pour les droits d'exploitation de son roman au cinéma, plus 25 000 $ pour qu'il écrive lui-même le scénario du film. Plus tard, il se verra adjoindre l'aide de Carl Gottlieb. Cinq versions successives du scénario seront écrites.
Quelques années auparavant, Zanuck avait eu un projet resté inabouti : adapter pour la 20th Century Fox, la pièce de théâtre d'Howard Sackler sur le boxeur noir Jack Johnson, The Great White Hope (L'Insurgé). Il lui confie le soin d'intervenir sur le scénario de Benchley et Gottlieb, à la manière d'un script doctor. Ne désirant pas être crédité, Sackler va s'enfermer un mois à l'hôtel Bel-Air de Los Angeles pour réécrire certaines scènes. Avec John Milius, il rédigera la première version du monologue de Quint, concernant le naufrage de l'USS Indianapolis. Survenu le 30 juillet 1945, il mit à la mer 900 marins pendant 5 jours, dont un certain nombre ont fini dévorés par les requins. Le monologue sera finalement retouché par Robert Shaw lui-même, de manière à être plus compact, plus percutant (et accessoirement faux, puisqu'il parle du 29 juin 1945 comme date du sauvetage, soit plus d'un mois avant la date réelle).
Au-delà de ces modifications factuelles du récit, le plus important changement ayant eu lieu pour l'adaptation reste le changement de ton. Fini l'humour, et là où Benchley appuie les descriptions, les effets, les pensées des personnages, Spielberg ne fait que suggérer, laissant au spectateur une grande part d'imagination. L'atmosphère mystérieuse et le sentiment de menace diffus fait que le film est paradoxalement plus psychologique que le livre.[réf. nécessaire]

### Différences entre le roman et le film
- Dans le roman, Brody mesure 1,90 m et commence à avoir de l'embonpoint. Dans le film, il mesure à peine 1,75 m et est très mince.
- Dans le roman, le maire Larry Vaughn est, en temps normal, un promoteur immobilier ayant des liens avec la Mafia. Dans le film, ce détail n'est pas précisé.
- Dans le roman, Quint est un homme maigre et chauve, il est cruel et tyrannique. Dans le film, Quint est plutôt mince, a une moustache et des cheveux légèrement frisés, il a beaucoup d'humour et est un peu trop optimiste, ce qui lui coûtera la vie. Il peut aussi avoir des crises de démence si on blesse son ego et son orgueil.
- Dans le roman, Quint n'apparaît pas au début de l'histoire mais seulement au moment où Brody l'engage pour tuer le requin.
- Dans le roman, Matt Hooper est amoureux d'Ellen Brody. Les deux personnages ont d'ailleurs une liaison à l'insu de Martin Brody. Dans le film, ce rapport amoureux est absent. De même, les deux personnages ne se voient qu'une fois dans le film, au cours d'un repas où Martin est présent. Les rapports qu'ils entretiennent à ce moment-là sont brefs et ne laissent présager à aucun moment un rapport amoureux.
- Dans le roman, Hooper est dévoré par le requin. Dans le film, il parvient à s'échapper de la cage et à se cacher jusqu'à la mort du monstre.
- Dans le roman, Quint s'emberlificote avec les cordes du harpon et coule avec le requin, un peu à l'instar du capitaine Achab dans Moby Dick. Dans le film, il meurt également, mais en étant dévoré par le requin sur son bateau.

### Scénario et préproduction
La mise en scène fut éprouvante pour le réalisateur, les acteurs, les producteurs et l'équipe technique. Le tournage des vues extérieures, débuté le 2 mai 1974, devait finir au plus tard le 25 juin ; or il n'en fut rien. Il se prolongea jusqu'au 15 septembre 1974, et dans le même temps, le budget qui était initialement fixé à 2,5 millions de dollars explosa à 12 millions de dollars.

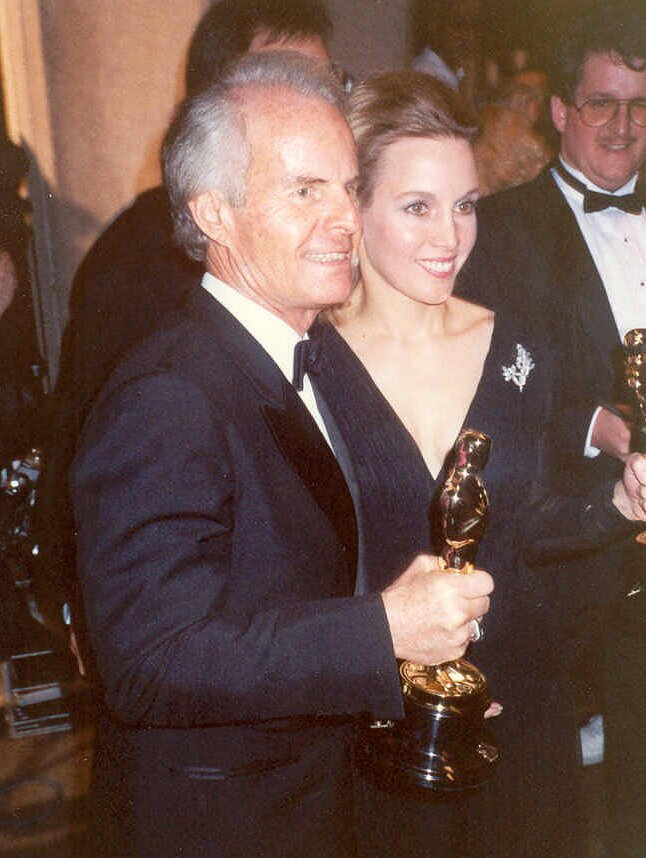
Richard D. Zanuck, qui a produit Les Dents de la mer, ici avec sa 3e femme, Lili Fini Zanuck, recevant un Oscar pour Miss Daisy et son chauffeur (Driving Miss Daisy) lors de la des Oscars du 26 mars 1990.

Avant même la parution de Jaws, le roman de Peter Benchley, David Brown lit une critique du livre et en flaire tout le potentiel cinématographique. Avec son associé Richard D. Zanuck, il achète les droits d'adaptation du roman et demande à son auteur d'en tirer un scénario pour l'écran. Mais après plusieurs moutures, le résultat ne satisfait pas le duo qui a confié entre-temps la réalisation du film au jeune Steven Spielberg dont ils venaient de produire Sugarland Express.
Le scénario avance peu et le temps presse. La Screen Actors Guild (le syndicat des acteurs professionnels) menace d'appeler à la grève à partir du 28 juin 1974 et aucun studio ne s'engagerait dans un projet dont le tournage se prolongerait au-delà de cette date.
C'est pourquoi les producteurs font intervenir Howard Sackler et John Milius, qui seront à l'origine du monologue de Quint sur le naufrage de l'USS Indianapolis.
Dans le même temps, le lieu de tournage est trouvé. Ce sera Martha's Vineyard, qui se trouve être adéquat du fait des faibles marées et des hauts-fonds à proximité des plages, permettant ainsi de filmer toute la journée.
De son côté, Steven Spielberg contacte l'équipe technique de Sugarland Express, espérant bien la réemployer au maximum sur son nouveau projet. Il convainc le décorateur Joe Alves, futur réalisateur des Dents de la mer 3, le directeur de production Bill Gillmore et la régisseuse de distribution Shari Rhodes. Le directeur de la photographie Vilmos Zsigmond étant indisponible, Spielberg fait appel à Bill Butler avec qui il avait travaillé sur les téléfilms Something Evil (1972) et Savage (1973). Enfin il reprend Verna Fields, qui a l'avantage d'être relativement proche de Ned Tanen, à l'époque président d'Universal Pictures.
Alors que Carl Gottlieb est appelé pour finaliser le scénario, les choix du casting sont tranchés. Roy Scheider, qui vient de se faire remarquer dans French Connection de William Friedkin (1971), campera Martin Brody, et Matt Hooper sera incarné par Richard Dreyfuss. Pour le rôle de Quint, c'est Sterling Hayden qui est approché en premier, acteur qui s'était distingué dans Quand la ville dort de John Huston (1950) ou L'Ultime Razzia de Stanley Kubrick (1956). Mais il ne peut accepter ayant des démêlés avec l'Internal Revenue Service à propos d'une histoire d'impôts impayés. Le rôle est finalement offert contre 100 000 dollars à Robert Shaw qui s'est fait remarquer l'année précédente par son interprétation de Doyle Lonnegan, gangster de L'Arnaque de George Roy Hill (1973). Enfin, comme il est de coutume de laisser choisir les producteurs pour les seconds rôles, Richard D. Zanuck propose pour le rôle d'Ellen Brody celle qui fut sa femme de 1969 à 1978, l'actrice Linda Harrison (La Planète des singes, 747 en péril). Mais Spielberg avait déjà choisi Lorraine Gary, la femme de Sidney Sheinberg, président-directeur général de Music Corporation of America qui possédait à l'époque Universal Pictures.

### Tournage

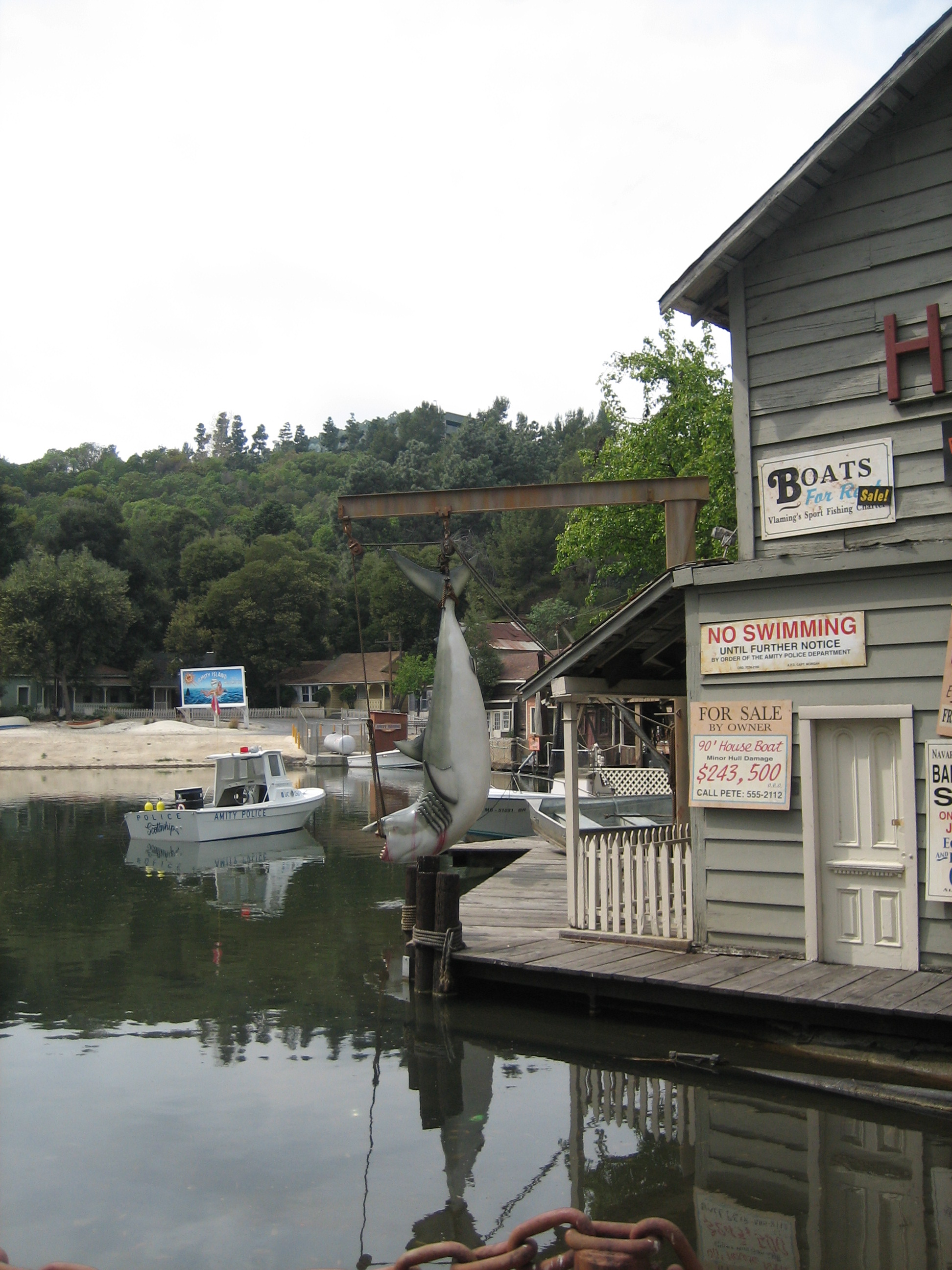
Reconstitution du port d'Amity à Universal Studios Hollywood. En réalité, les scènes ont été tournées dans le port de Menemsha, village de pêcheur de Chilmark, situé à Martha's Vineyard.

L'équipe technique prend ses quartiers à Edgartown, ville de moins de 4 000 habitants située à Martha's Vineyard. Une fois sur place, le scénario subit des retouches finales et les dialogues sont revus jusqu'au dernier moment.
Le premier problème vient du coût de production qui ne cesse de grimper. D'abord du fait des syndicats car les sections syndicales de New York et Boston de l'I.A.T.S.E. (International Alliance of Theatrical Stage Employes) décident de maintenir des équipes trop nombreuses (au moins 100 personnes présentes simultanément sur le plateau, quand la moitié aurait suffi), et licencient des techniciens non syndiqués pour les remplacer par du personnel syndiqué. Le syndicat des camionneurs s'en mêle aussi, menaçant de faire arrêter la production si les employés ne prennent pas tous le bus pour se rendre sur les lieux du tournage. À cela s'ajoutent les coûts induits par la pellicule développée en Californie, le prix des chambres d'hôtel de l'île qui grimpent de 14 à 45 dollars la nuit, les combinaisons de plongée qui reviennent à 60 dollars de plus que si elles venaient de Los Angeles, une caution de 100 000 dollars exigée par les autorités de Martha's Vineyard pour la préservation du site.
Mais le deuxième problème est pire encore. Les trois faux requins animatroniques en polyuréthane conçus par Robert A. Mattey sont fragiles et fonctionnent mal. Les journalistes, informés, viennent espionner le tournage et ébruitent les difficultés rencontrées par la production.
Fin juillet 1974, Sidney Sheinberg, alors président-directeur général de Music Corporation of America (qui possédait à l'époque Universal Pictures), convoque Spielberg, le réalisateur, ainsi que Zanuck et Brown, les producteurs, afin d'avoir une explication sur le retard pris sur le tournage et les dépassements de budget. Il menace de mettre fin au projet si les problèmes ne sont pas réglés au plus vite.
Heureusement, la grève annoncée par la Screen Actors Guild est annulée. Le tournage en extérieur s'achève définitivement le 15 décembre 1974, après 155 jours de prises de vues. Le budget initial a été largement dépassé, mais sans dommages quand on sait l'extraordinaire parcours au box-office qu'aura le film.

#### Lieux de tournage

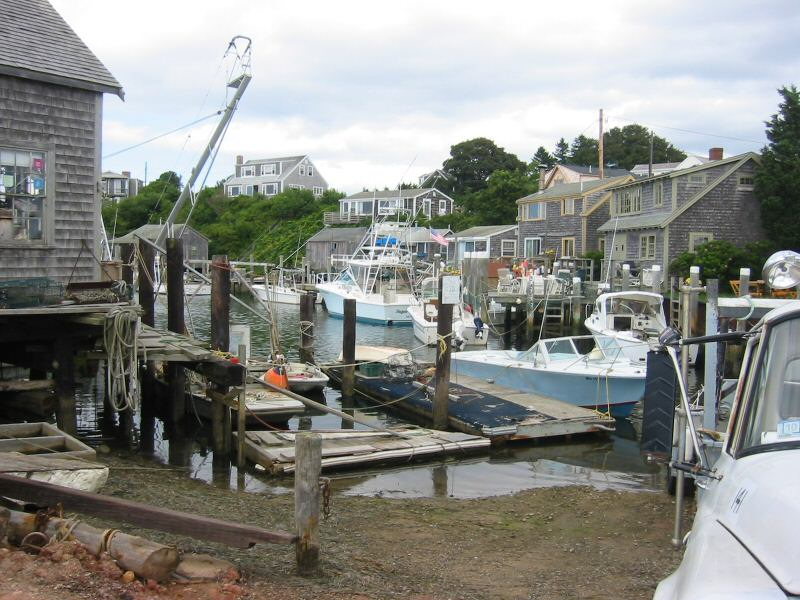
Maisons de pêcheurs et port de Menemsha sur Martha's Vineyard, où furent tournées les scènes censées se passer dans le port d'Amity.

Le tournage principal eut lieu du 2 mai au 15 septembre 1974 et les prises de vues additionnelles d'octobre à décembre 1974, à Martha's Vineyard (Aquinnah, Edgartown, Joseph Sylva State Beach, Menemsha, Oak Bluffs) et Falmouth (Massachusetts), Channel Islands, dont l'île Santa Catalina (Californie) pour les prises de vues sous-marines, dans l'océan Austral et sur les côtes de l'Australie-Méridionale (Dangerous Reef).
Dans le scénario, toute l'intrigue est censée se dérouler à Amity Island, une île proche de New York, dont Martin Brody dit venir. Le lieu est fictif et en réalité, la plupart des scènes extérieures furent tournées à Martha's Vineyard. Les figurants qui, dans le film, sortent horrifiés de l'eau et crient sur la plage, sont de vrais habitants de l'île payés 64 dollars.
Avec le succès du film, la population estivale de l'île tripla par rapport aux autres années, cela étant dû en grande partie à la venue de curieux qui désiraient voir les lieux de tournage de leurs propres yeux.
De plus, Ron Taylor et Valerie Taylor, photographes animaliers spécialisés dans les requins, réalisèrent certaines vues sous-marines avec de vrais requins, pour les besoins de la scène où Matt Hooper est enfermé dans une cage alors que le requin nage autour de lui. Comme les faux requins étaient plus grands que les réels, il fut décidé de faire doubler Richard Dreyfuss par une personne atteinte de nanisme, Carl Rizzo, dans une petite cage, donnant ainsi l'illusion que le requin filmé était plus grand qu'il ne l'était en réalité.

### Post-production
À l'origine, le requin devait être omniprésent à chacune de ses attaques. Mais en raison des divers dysfonctionnements des faux squales, les plans étaient ratés. De ce fait, Verna Fields a proposé à Steven Spielberg de tous les retirer et de ne suggérer que la menace, jugeant que cela rend les séquences plus effrayantes.
La mort de l'homme à la barque était à l'origine plus longue : le requin fait chavirer le canot, faisant ainsi tomber l'homme dans l'eau. Ce dernier remonte, tente de regagner sa barque lorsque le squale arrive derrière lui et l'attrape par la jambe. L'homme tente désespérément d'échapper à l'animal qui finit par lui croquer la jambe. Par la suite, le requin emmène sa victime dans sa course en emportant Mike au passage pour finalement s'enfoncer dans l'estuaire. Jugée ratée, Spielberg a donc décidé de raccourcir la séquence et de l'arrêter au moment où la jambe de l'homme tombe au fond de l'eau.
Lors de la postsynchronisation des scènes, Susan Backlinie s'est installée sur un tabouret et a reproduit ses hurlements, tandis que Spielberg s'amusait à la noyer avec un verre d'eau pour qu'elle se gargarise.
Deux plans du film, alors que le requin attaque l'embarcation, sont traversés par une étoile filante. Tandis que Spielberg et la production du film affirment que de véritables étoiles filantes ont été immortalisées par la caméra par une coïncidence heureuse, de nombreux soupçons ont été formulés. Plusieurs éléments indiquent un trucage.
Le film comporte quelques faux raccords :

- Lorsque Brody est assis sur la plage et observe les baigneurs, il porte une montre à son poignet gauche. Au moment où il aperçoit une forme suspecte se dirigeant vers la baigneuse obèse, sa montre a disparu de son poignet.
- Au moment où Brody confirme à Ellen qu'il autorise les enfants à se baigner, Mike (le fils aîné de Brody) et ses camarades vont immédiatement à l'eau. Peu après, un plan montre Mike courir sur la plage avec son frère Sean. Pourtant, lorsqu'Alex Kintner se fait dévorer par le requin, Mike apparaît de nouveau à l'eau avec ses copains.
- Au moment où Quint commence à s'exprimer lors de la réunion dans la salle municipale, la caméra effectue un travelling pour se resserrer sur Robert Shaw. Durant l'avancée de l'objectif, on peut vaguement apercevoir un homme accroupi caché derrière des figurants et tendant une main. Par la suite, Mr. Taft tourne la tête et se penche en avant. L'homme accroupi est en fait un technicien faisant signe à l'acteur Phil Murray afin que ce dernier s'écarte du champ.
- Sur le gros plan du pêcheur Ben Gardner, le visage de l'acteur Craig Kingsbury apparaît bien éclairé par rapport à son camarade situé à l'arrière du bateau, d'autant plus que le soleil se trouve en arrière plan. Sur le plan large qui suit, on peut apercevoir le réflecteur argenté devant le bateau de Gardner (qui a justement servi à éclairer ce dernier) mais aussi la caméra sur un autre bateau à côté.
- Au moment où le requin fait chavirer la barque de l'homme de l'estuaire, celui-ci a les pieds nus. Lorsque l'homme se fait dévorer peu après et qu'une de ses jambes tombe au fond de l'eau, le pied est chaussé d'une basket.
- On peut observer un changement d'immatriculation de l'Orca qui passe de 15 LF à MS 15 LF.
- Lorsque Brody s'apprête à écoper l'eau avec une pompe, la passerelle est bien mouillée. Au moment où le requin tente une nouvelle fois de faire chavirer le bateau, la passerelle apparaît bien sèche.
- Au moment où Quint demande à Hooper ce qu'il compte faire avec son matériel, on peut apercevoir une perche de micro dans le reflet de la cabine du bateau.
- Durant la séquence où Quint se fait dévorer par le requin, il porte un bandeau. Celui-ci disparaît puis réapparaît sur la tête de Robert Shaw selon les plans. De plus, on peut apercevoir qu'une des fausses dents en mousse du squale se plie sur le ventre de l'acteur.

### Musique

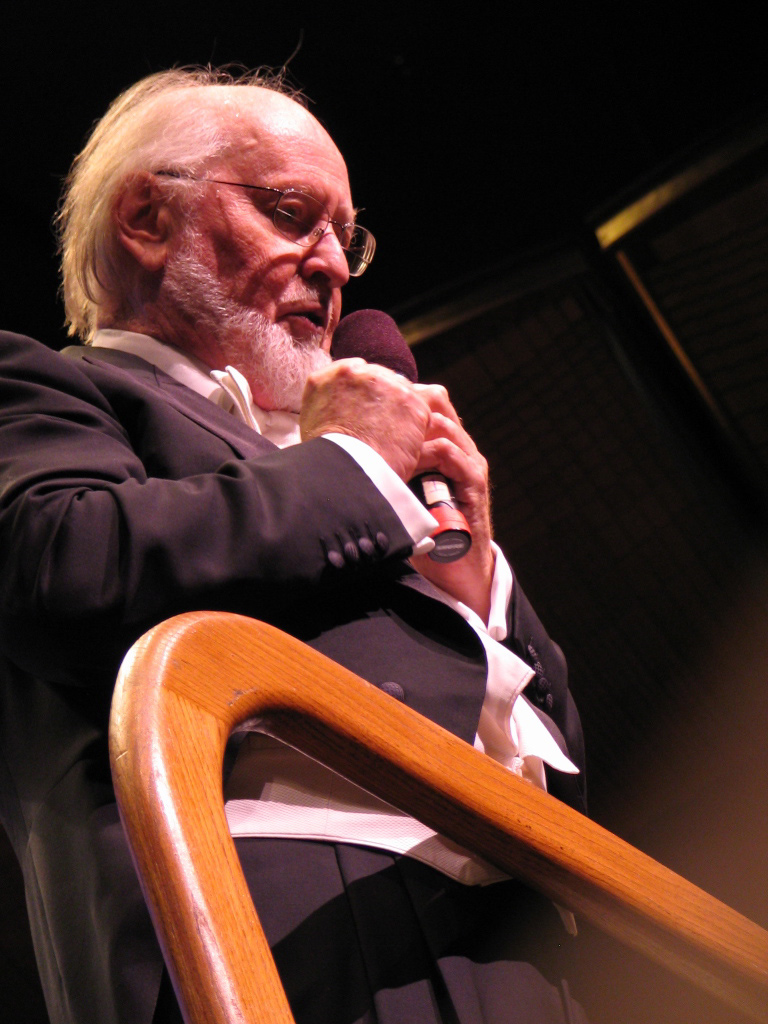
John Williams, compositeur de ce film ainsi que de la plupart des longs métrages de Steven Spielberg.

Une fois le tournage fini, Steven Spielberg donne son feu vert à John Williams pour composer la musique du film.
Ce dernier a 42 ans et n'est pas un inconnu. À cette époque, outre le fait qu'il a déjà travaillé avec Spielberg sur la bande originale de Sugarland Express, on lui doit aussi Un violon sur le toit en 1971 pour lequel il gagnera son 1er Oscar, L'Aventure du Poséidon en 1972 ou encore La Tour infernale (The Towering Inferno) en 1974. Et après les Dents de la mer, il composera toutes les musiques des longs métrages réalisés par Spielberg, à l'exception de La Couleur pourpre (B.O. de Quincy Jones), La Quatrième Dimension (B.O. de Jerry Goldsmith), Le Pont des espions (B.O. de Thomas Newman) et Ready Player One (B.O. de Alan Silvestri).
Spielberg lui propose d'adoucir les scènes violentes du film avec de la musique calme, voire pourquoi pas du piano pour représenter le requin, un peu dans l'esprit de la bande son que Williams a composée en 1972 pour Images de Robert Altman. Le musicien n'est pas de cet avis et imagine quelque chose de plus tonique. C'est qu'au-delà des films déjà cités, John Williams est dans sa période « symphonique » qui s'étendra jusqu'en 1983, avec des films comme Star Wars, Indiana Jones ou Superman, où il utilisera toute la puissance de l'orchestre. C'est aussi une période faste au niveau personnel, où il recevra la reconnaissance de ses pairs avec 3 Golden Globes, 4 BAFTA, et 4 Oscars (Un violon sur le toit en 1971, Les Dents de la mer en 1975, Star Wars en 1977 et E.T. l'extra-terrestre en 1982).
Tout au long de sa carrière, la musique de John Williams s'est vue taxée d'académisme, pourtant ici, il fait preuve d'inventivité.[réf. nécessaire] Ainsi, il reprend une idée du film Les Quatre Plumes blanches de Zoltan Korda (1939) dont Miklós Rózsa est le compositeur, en utilisant l'enclume comme instrument, au sein de la structure rythmique. Par la suite, ce procédé sera très utilisé par les jeunes compositeurs de films d'action ou de films fantastiques. De même, l'alternance qu'il fait de la musique tonale et atonale (sans mélodie particulière) se révèle être pertinente, notamment dans le générique. Enfin, l'orchestre sait faire silence lorsque c'est nécessaire, comme au moment de la mort de Quint.
Dans le film, l'orchestre a deux fonctions principales. D'abord celle classique de décrire musicalement les pensées profondes des personnages, tel un « courant de conscience », par exemple au moment où le chef Brody se fait admonester en public par la mère du petit Alex M. Kintner, la 3e victime. Ensuite celle originale de donner corps au personnage principal du film : le requin. Car si on comprend vite qui est le monstre et qu'on en entend beaucoup parler, jusqu'au milieu du film, il n'apparaît pas une seule seconde à l'écran. Ce n'est qu'au bout de la 5e victime, un homme sur une barque, qu'on commencera à l'apercevoir. Et encore, furtivement et en partie. D'abord c'est juste une silhouette glissant sous l'eau, puis plus tard un aileron dépassant des flots, et enfin une gueule béante et meurtrière, mais presque en fin de film.
Pour lui donner corps, John Williams a développé une musique répétitive, obsessionnelle, faite de deux seules notes, Mi et Fa. Ce motif binaire est composé en mode locrien (mode le plus sombre des sept modes majeur). Ce motif devenu célèbre, fait penser à des battements de cœur ou à un antagonisme « bien/mal ». Il n'est pas vraiment original puisque clairement inspiré de l'ouverture du Sacre du printemps d'Igor Stravinsky, à savoir le début du premier tableau du ballet, L'adoration de la terre. Et même il figure dans le célèbre Pierre et le Loup de Sergueï Prokofiev, dont John Williams avoua s'être bien inspiré. Précisons qu'il fut élève du compositeur russe, d'où un certain hommage à son maître. On peut également percevoir l'influence de la pièce orchestrale La Mer (opus L 109) de Claude Debussy. De plus, le procédé avait déjà été utilisé par Bernard Herrmann dans des films d'Alfred Hitchcock, La Mort aux trousses en 1959 ou Psychose en 1960.
Ce thème révèle deux autres caractéristiques que l'on retrouvera dans la musique tout au long du film : le motif principal est répété à l'infini de manière crescendo et la fin du morceau est tendue et brutale, sans pont (transition) avec la scène suivante. Cette manière étrange de passer directement d'une scène à l'autre sans transition dans le montage et la musique est due à la volonté de Spielberg de s'inspirer des méthodes de la Nouvelle Vague.
Pendant de la scène sur la plage où deux enfants créent une panique lorsqu'ils simulent la présence d'un requin, on n'entend aucune musique jusqu'à ce que celui-ci apparaisse réellement dans la lagune. Lors de la chasse au requin, alors que John Williams avait donné une identité sonore pour chaque personnage (pour Brody, le xylophone qui représente l'enfance et ses peurs afférentes), il s'amuse à brouiller les sons avant de déployer toute la puissance de son orchestre dans les scènes les plus fortes sur le plan dramatique. Puis, par un saisissant contre-pied, il stoppe net la musique lors de la mort de Quint, un des points d'orgue du film. Dans cette séquence où le requin n'a jamais été aussi présent, il n'a plus besoin d'être représenté en musique, le spectateur n'ayant plus à imaginer un péril imminent, mais à regarder un homme se faire dévorer. Le danger n'est plus de l'ordre du fantasme mais bel et bien réel, ce qui explique au niveau visuel la grande quantité de sang vue à l'écran, et au niveau sonore les sons d'objets glissant ou se cognant les uns contre les autres (le bateau sombrant à ce moment du film).
Enfin, John Williams qu'on a parfois accusé d'utiliser trop le style pompier (musique tonitruante, théâtrale, dramatique, appuyée), sait aussi faire preuve d'humour comme lorsque les touristes débarquent sur l'île d'Amity pour la fête nationale du 4 juillet. Alors qu'ils sont au courant qu'un requin a fait des victimes, ils pensent que les pêcheurs amateurs l'ont capturé et qu'ils sont à l'abri. Certains en viendront même à tagger la pancarte de l'île, par dérision. Matt Hooper, Quint et Martin Brody savent pourtant bien que le requin meurtrier continue de rôder. Le compositeur traduit cette ambiance par une musique désuète et décalée, utilisant des clavecins à la manière d'un Bach.
Actuellement, trois versions du disque existent sur le marché : la 1re reprend la musique originale figurant effectivement dans le film, sortie en 1975 en vinyle et rééditée en 1992 en CD, la 2e parue en juillet 2000 inclut des morceaux qui avaient été enregistrés à l'époque mais non repris dans le film, enfin la 3e est un nouvel enregistrement de John Williams rajoutant plusieurs thèmes qui n'existaient pas au moment de la sortie du film (voir aussi l'annexe [2]).
En outre, cette musique fut détournée (en augmentant de trois demi-tons le thème récurrent du film) pour donner un des génériques du Journal Télévisé de la chaine française TF1.

## Accueil

### Box-office
| Évolution du box-office des Dents de la mer aux États-Unis (en millions de $) |        |        |        |        |        |         |
| Semaines                                                                      | Sem. 1 | Sem. 2 | Sem. 3 | Sem. 4 | Sem. 6 | Sem. 12 |
| Recettes US cumulées depuis la sortie                                         | 7,06   | 21,12  | 36,95  | 49,52  | 69,72  | 124,32  |
| Pourcentage des recettes US définitives                                       | 2,7    | 8,1    | 14,2   | 19     | 26,8   | 47,8    |

Les Dents de la mer sort sur les écrans américains le vendredi 20 juin 1975 sur un circuit limité de 409 écrans, qui montera à 464 écrans le vendredi 11 juillet, puis 675 le vendredi 27 juillet. Le film récolte 7 061 513 $ dès son 1er week-end d'exploitation aux États-Unis. À cette vitesse, les 12 millions de dollars de budget sont remboursés en quelques jours. Un mois seulement après sa sortie, le film a déjà rapporté une soixantaine de millions de dollars. Au cours du mois d'août, Les Dents de la mer est le premier film de l'histoire du cinéma à dépasser le cap symbolique des 100 millions de dollars de recettes aux États-Unis. Début septembre, il approche les 125 millions de dollars aux États-Unis. Il finira sa carrière avec 260 millions de dollars sur le marché américain et 210 millions dans le reste du monde. Actuellement, il figure à la 56e place du box-office historique mondial, voire à la 7e place si l'on tient compte de l'inflation.
no 1 au box-office mondial de 1975, le film ne sera détrôné qu'en 1977 par Star Wars, épisode IV : Un nouvel espoir de George Lucas. Depuis, il a largement été battu par Titanic et Avatar, tous deux réalisés par James Cameron.
Cela dit, en tenant compte de l'inflation, Les Dents de la mer reste un film au box-office impressionnant puisque se plaçant en 7e position aux États-Unis derrière Autant en emporte le vent (Victor Fleming, 1939), Star Wars, épisode IV : Un nouvel espoir (George Lucas, 1977), La Mélodie du bonheur (Robert Wise, 1965), E.T. l'extra-terrestre (Steven Spielberg, 1982), Les Dix Commandements (Cecil B. DeMille, 1956) et Titanic (James Cameron, 1997). Sur le sol américain, le film totalise plus de 128 millions rentrées.
Pour Universal, le studio qui a produit le film, il s'agit du 5e film lui ayant rapporté le plus de recettes aux États-Unis, voire 2e derrière E.T. l'extra-terrestre du même Spielberg si l'on tient compte de l'inflation.

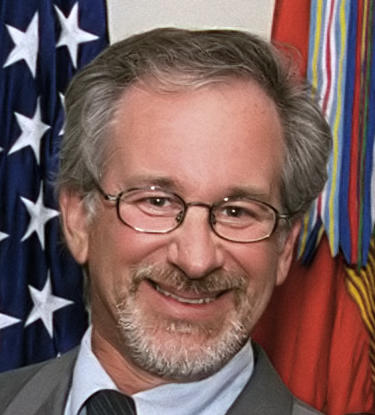
Les Dents de la mer est le 2e des longs-métrages de cinéma réalisés par Steven Spielberg. Son succès international le fera connaître au grand public.

 Pour Steven Spielberg, Les Dents de la mer est une grande réussite sur le plan commercial après l'échec de son premier film, Sugarland Express, qui avec un budget de 3 millions de dollars n'avait rapporté que 12,8 millions de dollars dans le monde. Jusqu'à aujourd'hui, Steven Spielberg pourtant roi du box-office, n'a réalisé que 7 films qui ont dépassé les recettes des Dents de la mer, dont 4 se démarquent particulièrement : La Guerre des mondes (2005, 591 745 532 $ de recettes mondiales), Le Monde perdu : Jurassic Park (1997, 618 638 999 $ de recettes mondiales), E.T. l'extra-terrestre (1982, 792 910 554 $ de recettes mondiales) et Jurassic Park (1993, 969 851 882 $ de recettes mondiales). Encore aujourd'hui, Les Dents de la mer représente 7,5 % des 3,447 milliards de dollars récoltés sur le territoire américain par les films réalisés par Steven Spielberg (voir aussi l'annexe [4]).
Le film a réalisé 45 % de ses recettes en dehors des États-Unis, avec notamment 6,2 millions d'entrées en France, ce qui constitue le 4e meilleur résultat du réalisateur dans ce pays derrière E.T. l'extra-terrestre (7,8 millions d'entrées), Jurassic Park (6,5 millions d'entrées) et Les aventuriers de l'arche perdue (6,4 millions d'entrées). Au Royaume-Uni, c'est le septième film le plus rentable à sortir depuis 1975, avec 16,2 millions de spectateurs. Les Dents de la mer vend 13 millions de billets au Brésil, une quantité dépassée pour la première fois par Titanic en 1998, et qui se classe toujours comme le sixième film le plus suivi du pays. L'Allemagne a comptabilisé 5,8 millions de spectateurs pour ce film, tandis que la Suède en a compté 1,3 million.
Comparé aux autres films sortis en 1975, Les Dents de la mer est le long métrage qui a le mieux marché en salles devant The Rocky Horror Picture Show (Jim Sharman, 112 892 319 $ de recettes aux États-Unis), Vol au-dessus d'un nid de coucou (Miloš Forman, 108 981 275 $ de recettes aux États-Unis), Shampoo (Hal Ashby, 49 407 734 $ de recettes aux États-Unis) et Un après-midi de chien (Sidney Lumet, 46 665 856 $ de recettes aux États-Unis).
Comparé aux autres films traitant du thème des requins au cinéma, le box-office place Les Dents de la mer devant Gang de requins (Éric Bergeron, Vicky Jenson et Rob Letterman, 2004, 363 530 196 $ de recettes mondiales), Peur Bleue (Renny Harlin, 1999, 164 648 142 $ de recettes mondiales) ou encore Open Water : En eaux profondes (Chris Kentis, 2003, 53 686 170 $ de recettes mondiales).
En octobre 2006, la série de films Les Dents de la mer, composée des films Les Dents de la mer, Les Dents de la mer, 2e partie, Les Dents de la mer 3 et Les Dents de la mer 4 : La Revanche, est avec 404 millions de dollars, la 22e franchise en termes de recettes récoltées sur le territoire nord-américain, la 1re étant Stars Wars, qui avec 6 films, totalise près de 1 883 millions de dollars de recettes US.

### Accueil critique
Dans une large mesure, le film reçut des critiques favorables. Dans sa revue originale, parue dans le Chicago Sun-Times, le célèbre critique de films américain Roger Ebert a dit du film qu'il était « un film d'action particulièrement efficace, un thriller effrayant qui fonctionne d'autant mieux que les personnages sont humanisés ». Dans les colonnes du magazine Variety, A.D. Murphy vanta les qualités de réalisateur de Steven Spielberg et qualifia d'« absolument magnifique » l'interprétation de Robert Shaw. Début novembre 1976, dans The New Yorker, Pauline Kael écrivit qu'il s'agissait du « film d'horreur le plus joyeusement pervers jamais réalisé ».
À l'opposé, des critiques négatives furent publiées, notamment celle de Vincent Canby dans The New York Times qui écrivit : « Tel que le film est construit, il est difficile d'avoir la moindre compassion envers les victimes du requin. Dans les meilleurs films, les personnages révèlent au spectateur leur profondeur, leur vraie nature, au fur et à mesure que progresse l'action. Dans des films comme Les Dents de la mer, les personnages sont uniquement tributaires de l'action. Ils sont à son service. ».
Dans le Los Angeles Times, le critique de film Charles Champlin conteste le classement du film dans la catégorie PG (pour « Parental guidance suggested », accompagnement parental recommandé) au motif que non seulement le film est « trop effrayant pour de jeunes enfants, mais est même susceptible de retourner l'estomac de personnes de tout âge ».
D'une manière générale, la critique la plus répandue concerna le côté artificiel du faux requin, bien que n'apparaissant que de façon furtive vers la fin du film.
A posteriori, le film sera tout autant mis en avant par les critiques pour son côté « précurseur » que pour son côté « mauvais exemple » ayant donné naissance à des films efficaces commercialement mais peu ambitieux sur le plan artistique.

## Distinctions
Lors de la 48e cérémonie des Oscars, Les Dents de la mer s'est vu attribuer trois Oscars : meilleur montage, meilleure musique de film et meilleur son. Le film fut également sélectionné dans la catégorie meilleur film, bien que Steven Spielberg ne soit pas corrélativement proposé dans la catégorie meilleur réalisateur, mais cette catégorie sera finalement remportée par Vol au-dessus d'un nid de coucou, le grand gagnant de cette cérémonie avec 5 Oscars pour 9 nominations.
Concernant la musique originale du film composée par John Williams, en plus de l'Oscar obtenu, elle a également été récompensée par un Golden Globe Award, un Grammy Award et un British Academy Film Award de la meilleure musique de film.
Les Dents de la mer apparaît dans plusieurs classements de l'American Film Institute (AFI), notamment dans le plus important, celui des 100 meilleurs films (AFI's 100 Years... 100 Movies), où il pointe à la 48e place. Il est également bien placé dans 4 autres listes de l'AFI, plus spécifiques, en s'octroyant la 2e place des 100 meilleurs thrillers de l'histoire du cinéma (AFI's 100 Years... 100 Thrills, la 18e place des 100 meilleurs héros et méchants du cinéma (AFI's 100 ans... 100 héros et Méchants) pour « Bruce », le faux requin du film, la 6e place des 100 meilleurs musiques originales de films (AFI's 100 Years of Film Scores), pour la bande originale composée par John Williams et enfin la 35e place des 100 meilleurs citations (AFI's 100 Years... 100 Movie Quotes) avec la réplique « You're gonna need a bigger boat » (« Il nous faudrait un plus gros bateau »).[réf. souhaitée]
Depuis 1989, le National Film Preservation Board sélectionne environ 25 films par an, sortis au minimum dix ans auparavant sur les écrans, pour une conservation pérenne à la Bibliothèque du Congrès. Tous les films choisis le sont en fonction de leur « importance culturelle, historique ou esthétique » et font ensuite partis du National Film Registry. En 2001, Les Dents de la mer a été retenu, en même titre que d'autres films majeurs tels que La Planète des singes (Franklin J. Schaffner, 1968), Manhattan (Woody Allen, 1979) ou encore La Mélodie du bonheur (Robert Wise, 1965). En 2004, le National Film Registry comptait, outre Les Dents de la mer, quatre autres films de 1975 : Vol au-dessus d'un nid de coucou de Miloš Forman, Nashville de Robert Altman, The Rocky Horror Picture Show de Jim Sharman et The Buffalo Creek Flood: An Act of Man de Mimi Pickering.

## Analyse

### Personnages principaux
- Martin Brody : On sait de lui qu'il est marié à Ellen et a deux enfants, Michael et Sean qui reprendront son flambeau dans les deux derniers épisodes de la tétralogie. Il dit également être originaire de New York (avant de découvrir le corps de la 1re victime) et que c'est la première fois qu'il est chef de la police à Amity (dixit le maire lors de la scène des louveteaux). Il fait preuve d'esprit d'initiative en fermant d'office toutes les plages, mais n'a pas de respect particulier pour l'autorité (voir son affrontement permanent avec le maire). Il ne connaît absolument rien aux requins, pour cela il se renseigne dans des livres scientifiques, et possède un certain courage : bien qu'ayant une sainte horreur de l'eau, il part chasser le requin en haute mer. Il a aussi de l'humour, comme lorsqu'il imite l'accent d'Amity (en VF, l'accent provençal) « les enfants sont dans le jarding, ils risquent rieng, ils sont pas bieng loing ». Courageux, pessimiste, toujours sérieux.
- Bart Quint : C'est un homme solitaire, il veut chasser le requin seul, et réclame 10 000 dollars en échange du requin, et non 3 000 comme le propose madame Kintner. Imprévisible, lorsqu'il casse la radio de l’Orca avec une batte de baseball et sûr de lui quand il se moque de la cage anti-requin de Matt Hooper, certain du bien-fondé de ses méthodes. Mais c'est aussi un bon-vivant qui a de l'humour comme lors de sa franche rigolade avec Matt Hooper au cours de la séquence de comparaison de cicatrices. Il peut aussi se montrer têtu et autoritaire, en rentrant au port à toute vitesse au risque de faire exploser les machines. C'est un vieux loup de mer fasciné par les requins, les murs de sa cabane de pêcheur sont couvertes de mâchoires de cet animal. Il a surtout une haine envers eux et une vengeance à accomplir, il nous en expliquera l'origine dans son long monologue au sujet du naufrage du Indianapolis. Tel le capitaine de Moby Dick. Il est obstiné par la traque du requin et sera prêt à tout tant qu'il ne l'aura pas tué. Enfin, il est la figure type du marin, aimant chanter la chanson traditionnelle Spanish Ladies en toutes occasions. Sauvage mais rigolo.
- Matt Hooper : C'est un scientifique spécialisé dans les requins, après avoir vu dans sa jeunesse un bébé requin renard long d'un mètre et demi mettre en charpie un bateau devant lui, ce qu'il explique lors du repas chez les Brody. On sait qu'il vient d'un institut scientifique du continent, sans en connaître le nom, et qu'il a été appelé à la rescousse par le maire. Face aux requins, son attitude de scientifique s'oppose à celle de Quint qui est plus pragmatique, fondée sur l'expérience. Enfin, c'est un homme souriant qui aime blaguer : lors de la séquence de comparaison de cicatrices, il dit que la pire de ses blessures est celle de Mary Ellen Moffit qui lui a brisé le cœur. Cultivé, poli, calme mais aussi borné.
- Larry Vaughn : Il est l'exact contraire de Martin Brody. Là où Brody est pessimiste, Vaughn reste optimiste, là où le premier veut fermer les plages de façon préventive, le second veut les laisser ouvertes, même quand les évènements lui donnent tort. Il redoute avant toute chose que les touristes ne viennent plus ou quittent son île. Il n'apprécie pas du tout que la pancarte de la ville soit tournée en dérision par des touristes quand l'une d'elles est repeinte avec un aileron de requin et les mots « help shark » (« Au secours, un requin ! »). Il n'hésite pas à mentir, par exemple en voulant qualifier la mort de la première victime en « accident dû à une hélice ». Obstiné, manipulateur, dans la réunion publique il accepte que les plages soient fermées… pour vingt-quatre heures seulement, ce qu'il avait omis de dire à Brody ; il minimise sans cesse le danger, mais il peut aussi se montrer humain, comme quand Brody se fait gifler par madame Kintner ou en lui donnant le feu vert pour chasser le requin, en songeant à ses propres enfants.
- Ellen Brody : En passant du livre à l'écran, son rôle s'est réduit comme peau de chagrin. Dans le roman de Peter Benchley, on sait qu'elle a 36 ans. On apprend aussi comment elle a rencontré son mari et qu’actuellement, elle s'ennuie dans son couple, lui en imputant la faute. C'est pourquoi elle aura une liaison avec Matt Hooper. Dans le film, rien de tout cela n'est mentionné. Elle reste élégante, retenue et réservée, mais elle est surtout montrée comme une épouse aimante et une mère attentionnée. Elle ne prend pas directement part à l'action.

### Sources d'inspiration et influences

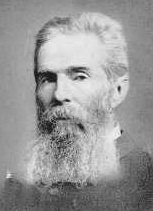
Herman Melville, l'auteur de Moby Dick dont s'inspire en partie Les Dents de la mer.

Les Dents de la mer comporte certaines similarités avec d'autres œuvres artistiques, au premier rang desquelles figure Moby Dick d'Herman Melville, célèbre roman américain initialement paru en 1851. Le personnage de Quint ressemble ainsi fort à Achab, le capitaine du baleinier le Péquod, qui poursuit sans relâche Moby Dick le cachalot blanc.
Quint traquera lui aussi le requin avec acharnement. Plusieurs éléments révèlent ainsi sa vendetta personnelle contre les requins, tels son long monologue ou encore son bateau, l’Orca (l'orque), ainsi dénommé d'après le seul ennemi des requins dans le règne animal.
Dans le roman de Peter Benchley ainsi que dans le scénario original du film, Quint meurt happé par les profondeurs de l'océan après avoir eu la jambe attrapée par une ligne de harpon, tout comme c'est le cas pour le capitaine Achab dans le roman d'Herman Melville.

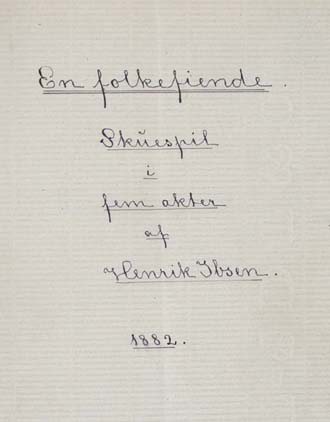
La pièce de théâtre En folkefiende (Un ennemi du peuple, 1882) d'Henrik Ibsen, ressemble par certains aspects à la première partie des « Dents de la mer ».

Une référence encore plus directe peut être trouvée dans le scénario original, des séquences 135 à 139, où Quint regarde dans un cinéma Moby Dick, l'adaptation du roman réalisée en 1956 par John Huston et dans laquelle le capitaine Achab est interprété par Gregory Peck. Pendant la projection, Quint rigole à gorge déployée sans se soucier des autres spectateurs qui se lèvent et quittent la salle (voir aussi l'annexe [6]).
Gregory Peck qui possédait les droits du film, refusa l'utilisation d'extraits de celui-ci dans Les Dents de la mer, les séquences précédemment citées n'ont donc jamais été tournées.
Enfin, les scènes finales du film de Spielberg où les hommes essaient de harponner le requin avec des barils flottants établissent un dernier parallèle avec le roman de Melville.
Pendant la première partie du film, Martin Brody essaie, et échoue, de convaincre les autorités de la ville de l'arrivée d'un requin sur les plages d'Amity Island, notamment à l'occasion d'une séance publique. En cela, le film ressemble beaucoup à la pièce de théâtre En folkefiende (Un ennemi du peuple, 1882) du dramaturge norvégien Henrik Ibsen. Dans celle-ci, le Dr Thomas Stockmann est médecin d’une station thermale récemment créée et administrée par son frère Peter Stockmann, maire de la ville. Le docteur, qui jouit d’une situation confortable, découvre que les eaux, provenant d’une alimentation située trop bas, sont empoisonnées par les marécages pestilentiels de la vallée. Enthousiasmé par sa découverte salutaire, il prétend publier les faits qui ruineront momentanément la station. Éclate alors un conflit entre l’intérêt public et une prospérité locale aléatoire. D’une réunion publique, où il a voulu faire crier la vérité, Stockmann sort condamné comme « ennemi du peuple ».
Certains critiques ont également perçu l'influence de deux autres vieux films américains de science-fiction-horreur, L'Étrange créature du lac noir (The Creature from the Black Lagoon, Jack Arnold, 1954), notamment pour le traitement par Spielberg de la mort de Chrissy Watkins par un requin au début des « Dents de la mer », et The Monster That Challenged the World (Arnold Laven, 1957).

## Autour du film

### Influence du film
Alors que la squalophobie et l'ablutophobie se sont développées aux États-Unis lors des attaques de requins dans le New Jersey en 1916, le succès planétaire du film et de ses trois suites marque les esprits et généralise la peur associée aux requins à l'échelle mondiale. Son impact est tel qu'il est à l'origine de l'expression « effet Dents de la mer » (Jaws effect) et d'un mouvement appelé sharksploitation (en) ou jawsploitation : de nombreux films de requins ou d'attaques d'animaux (Mako : Les mâchoires de la mort, Grizzly et Bacalhau (en) en 1976, Les dents d'acier et Tentacules en 1977, Piranhas en 1978, Alien en 1979, La Mort au large en 1981) ont cherché à capitaliser sur la popularité du long-métrage de Spielberg . Ce cycle de films surfant sur la vague s'est éteint à la fin des années 1980 avant d'être relancé par le développement des effets spéciaux numériques illustré par le film Jurassic Park en 1993, inspirant Peur bleue (1999), Océan noir (2003), les mockbusters du studio The Asylum dans les années 2010, Sand Sharks (2011), Instinct de survie (2016), 47 Meters Down (2017), Mégalodon (2018), Sky Sharks (2020), Mégalodon 2 (2023). Créé en 2020, Paris Shark Week, le premier festival de cinéma international entièrement dédié aux requins, se consacre à ces films. L'« effet Dents de la mer » a contribué à la mauvaise réputation qu'ont les requins auprès du public (en) et à leur massacre (selon des estimations sérieuses, les humains sont responsables de la mort de 11 000 requins par heure et en pêchent jusqu’à 273 millions chaque année). Benchley en 2000 et Spielberg interviewé par la BBC radio dans l'émission Desert Island Discs (en) en 2022, déplorent cet effet.
La reprise du travelling contrarié, inventé par Alfred Hitchcock, sur Roy Scheider lorsqu'il est témoin de la première attaque du requin permettra au plan de devenir célèbre dans l'histoire du cinéma et au procédé d'être depuis régulièrement utilisé.
Les Dents de la mer a été cité directement ou indirectement dans plusieurs films. En 1979, Steven Spielberg s'auto-parodie dans 1941, la scène d'ouverture du film est ainsi très proche de celle imitée : une jeune femme (Susan Backlinie, la même actrice que dans « Les dents de la mer ») s'approche de l'eau, enlève ses vêtements et se baigne nue. S'ensuit une parodie des Dents de la mer, sauf qu'à la place du requin, c'est un sous-marin qui émerge et que l'aileron est remplacé par un périscope auquel la jeune femme s'agrippe. En 1980, le film parodique Y a-t-il un pilote dans l'avion ? de Jim Abrahams, David Zucker et Jerry Zucker, débute avec la musique des Dents de la mer avant qu'un aileron d'avion ne perce les nuages en se dirigeant vers le spectateur.

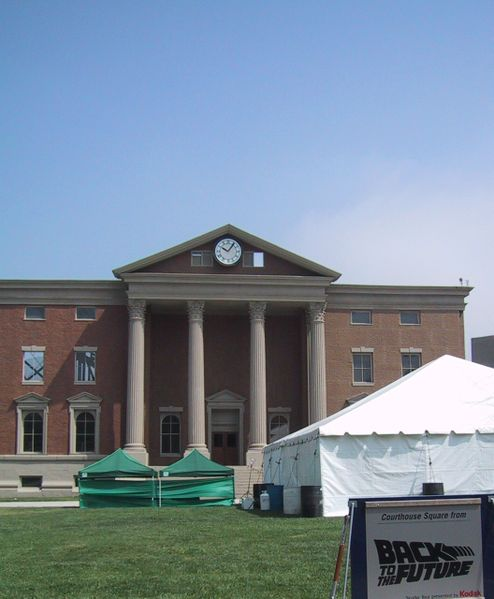
C'est sur la place de la mairie de Hill Valley, ville imaginaire de la trilogie Retour vers le futur (Robert Zemeckis, 1985, 1989 et 1990), que Marty McFly (Michael J. Fox) aperçoit en 2015 l'affiche du film Jaws 19.

En 1994, dans Clerks : Les Employés modèles de Kevin Smith, est cité la célèbre réplique des Dents de la mer « We're gonna need a bigger boat! ».
Par ailleurs dans le roman de science-fiction L'Abîme au-delà des rêves de Peter F. Hamilton, Nigel Sheldon dit cela à Kysandra (qui ne saisit pas la référence, vu qu'elle vit sur une planète où le cinéma n'existe pas).
Un an plus tard, le même réalisateur fait de nouveau référence au film dans Les Glandeurs où les héros portent les noms de « Quint » et « Bodie Bruce », « Bruce » étant le surnom du faux requin mécanique des Dents de la mer, et où une séquence du film propose une reconstitution de la scène de comparaison des cicatrices, bien que dans ce cas basée sur les aventures sexuelles de ses protagonistes. En 2004, le film d'animation Gang de requins, produit par Steven Spielberg via DreamWorks SKG, débute par une parodie des Dents de la mer avec un ver de terre à la place de la victime et un requin inoffensif en lieu et place du requin tueur.
Mais la plus célèbre parodie reste certainement celle apparaissant dans Retour vers le futur 2 (1989) de Robert Zemeckis, dont le producteur délégué n'est autre que Steven Spielberg. Dans le récit, le docteur Emmett Brown (Christopher Lloyd) interpelle, en 1985 à Hill Valley, Marty McFly (Michael J. Fox), sur des méfaits intervenant dans son futur. « Doc » dit revenir de l'année 2015, où il arriverait malheur aux enfants que Marty aura avec son amie actuelle et future femme, Jennifer Parker (Elisabeth Shue). Il l'invite donc à le suivre dans le futur, en 2015 par conséquent, dans la ville imaginaire de Hill Valley. Arrivé sur place, Marty McFly reconnaît la place de la mairie, mais sous un jour complètement nouveau. Sur un cinéma, il voit une affiche de Jaws 19 (Les Dents de la mer 19). Le requin figurant sur l'affiche passe d'une image 2D à une image holographique en 3D, s'en détache et s'approche dangereusement du héros, faisant mine de le dévorer, provoquant ainsi incrédulité et terreur chez Marty McFly qui, gêné, fait le constat que « le requin a toujours l'air aussi faux… » Il est à noter que l'affiche annonce le slogan « This time it's really really personal », en référence au quatrième épisode des « Dents de la mer » dont le slogan était « This time it's personal » (« cette fois, c'est personnel », sous-entendu « cette fois, il (le requin) en fait une affaire personnelle »). Deuxième clin d'œil du passage, le film Jaws 19 est censé être réalisé par un certain Max Spielberg. Or Steven Spielberg a effectivement un fils nommé Max, né en 1985 d'un premier mariage avec l'actrice américaine Amy Irving (avant d'en divorcer en 1989).
Dans le film Chien de flic, Jerry Lee, le Berger Allemand héros du film, se faufile discrètement sous les couvertures du lit de l'inspecteur Michael Dooley et de sa compagne. On peut entendre le célèbre thème des Dents de la mer au moment où le chien entre dans le lit, sous les couvertures, et finit par « émerger » entre ses nouveaux maîtres.
Dans Le Monde de Nemo des studios Pixar, Dory et Marin rencontrent un grand requin blanc qui s'appelle… « Bruce ». Il cherche à se débarrasser de son image de tueur et se rend à une réunion évoquant les alcooliques anonymes, où le but est de devenir végétarien. Le problème est qu'il suffit d'un peu de sang échappé du nez de Dory pour que Bruce replonge et veuille la manger (« On est vendredi, c'est le jour du poisson ! »)
Le film a également été adapté sous des formes non cinématographiques, dont Jaws, jeu sorti en 1987, édité par LJN et fonctionnant sur la plate-forme NES, inspiré par la franchise des Dents de la mer, il repose surtout sur le 4e volet de la série, Les Dents de la mer 4 : La Revanche. En octobre 2006, est sorti en France un jeu vidéo au scénario inédit mais plus proche de l'esprit du film de Steven Spielberg, intitulé Jaws Unleashed. Disponible sur PlayStation 2, Xbox et PC, développé par Appaloosa Interactive et distribué par Majesco Entertainment, ce jeu vidéo a été noté 7,4/10 par IGN, 3,8/10 par GameSpot et 1,5/5 par Official PlayStation Magazine. Enfin, une comédie musicale sur le thème des « Dents de la mer » a été créée en 2006 ; Giant Killer Shark : The Musical, et a été présentée pour la première fois au public du 7 au 16 juillet 2006 au Helen Gardiner Phelan Playhouse situé à Toronto, à l'occasion du Toronto Fringe Festival.
En France, la chanson Gentil dauphin triste de Gérard Lenorman, un succès de l'année 1976, est inspirée par la colère ressentie par le chanteur devant le film : il ne supporte pas les films catastrophe et le fait qu'on se serve ainsi d'un animal afin d'incarner le danger. Il fait aussi allusion aux peurs paniques tout-à-fait artificielles qui ont vidé de nombreuses plages américaines et coupé ainsi les contacts fréquents des baigneurs avec les dauphins, amis authentiques de l'homme.
Dans le film RTT, le personnage d'Arthur (Kad Merad) dit avoir peur de rentrer dans l'eau s'il ne voit pas ses pieds à cause du film Les Dents de la Mer qui l'a traumatisé.

### Éditions vidéos
Les Dents de la mer a connu plusieurs éditions vidéo, destinées aussi bien au marché des particuliers qu'à celui des professionnels. Le long-métrage est d'abord sorti en VHS, puis a été adapté au format laserdisc, avant d'être lancé ces dernières années en DVD. Enfin, la version blu-ray du film est sortie le 14 août 2012.
En 2000, une édition « 25e anniversaire » voit le jour, suivie en 2005 par une version « 30e anniversaire » (voir aussi l'annexe [7]).
À noter que l'édition DVD de 2005 a la particularité de posséder un nouveau doublage français au format 5.1, contrairement aux précédentes éditions VHS, laserdisc, DVD 25e anniversaire et Blu-Ray contenant le doublage mono d'origine.
Disponible le 10 juin 2020 le Blu-ray UHD 4K édition 45e anniversaire + le Blu-ray
ce disque contient les 2 pistes audio Française
la piste d'origine en DTS 2.0 mono d'origine
Et la piste DTS-HR haute résolution 7.1.
Selon l'Internet Movie Database, le marché de la location du film aurait rapporté 129 550 000 $, aux seuls États-Unis.
Les suppléments comprennent entre autres :
- Un documentaire prévu pour la télévision, en « direct » du plateau de tournage, où le jeune Spielberg explique sa manière de travailler avec les acteurs.
- Les scènes supprimées ou coupées, dont certaines sont même des chutes non étalonnées. On y découvre notamment deux séquences ne figurant pas dans le montage final : celle où des pêcheurs du dimanche partent à la chasse au requin et s’affrontent assez violemment pour s’emparer de la dépouille du squale, ainsi que celle où Quint se rend dans un magasin de musique, pour y acheter les fameuses cordes de piano que seul le grand requin blanc peut dévorer et en profite pour accompagner vocalement un jeune garçon interprétant l'Hymne à la Joie à la clarinette.
- Un bêtisier de certaines scènes comme le revolver de Roy Scheider ne fonctionnant pas lors du passage où Brody tire sur le requin ou encore les hurlements de Robert Shaw lorsque Quint se fait dévorer.
- Des vues du storyboard réalisé par Tom Wright d'après les premières versions du scénario. On peut ainsi découvrir une variante du générique, de la mort de la baigneuse Chrissie Watkins et du jeune Kintner, de deux versions de la scène de la cage et de la confrontation finale, initialement très proche de la fin de Moby Dick.
- De nombreuses photographies du tournage, couleurs ou noir et blanc, montrent l'équipe technique, le réalisateur, les acteurs, travaillant ou s'amusant, des images du tournage avec de vrais requins en Australie et enfin, John Williams dirigeant l'orchestre lors de l'enregistrement de la bande sonore originale.
- Sur la version zone 1, il est présenté quelques exemples de matériel publicitaire (affiches, photos d’exploitation) et divers autres objets dérivés (badges, casquettes...). On peut également voir quelques photos d’exploitation venues d’autres pays, ainsi qu’une série de couvertures de livres et de magazines.

Au-delà de ce matériel, le grand intérêt des DVD reste le documentaire de Laurent Bouzereau, figurant en intégralité dans la version « 30e anniversaire » (environ 2 heures) et tronquée dans la version « 25e anniversaire » (environ 50 minutes).

#### Roman original adapté à l'écran
- (en) Peter Benchley, Jaws, Doubleday, Garden City, New York, 311 pages, février 1974  (ISBN 0385047711)
- Peter Benchley, Les Dents de la mer, traduction Michel Deutsch, éd. Librairie Générale Française, coll. Le Livre de Poche no 4765, 311 pages, 1976  (ISBN 2253013099)

#### Livres
- Julien Dupuy, Laure Gontier, Wilfried Benon, Steven Spielberg, Dark Star, illustrations noir et blanc, 256 pages, septembre 2001, épuisé  (ISBN 2914680007)
- John Baxter (traduction Mimi et Isabelle Perrin), Citizen Spielberg : Biographie, Nouveau monde, 479 pages, Paris, 2004  (ISBN 2847360484), pages 121-142
- Allociné, Secrets de tournage - Les dessous des films culte américains, Absolum, illustrations noir et blanc, 224 pages, mai 2006  (ISBN 2916186069). [lire en ligne]
- (en) Carl Gottlieb (coscénariste du film), introduction de Peter Benchley (auteur du roman adapté à l'écran et coscénariste du film), The Jaws Log (coulisses du tournage du film Les Dents de la mer), Dell Publishing, juillet 1975  (ISBN 0440146895), page 221
- (en) Edith Blake, On Location.....on Martha's Vineyard (The Making of the Movie Jaws), Lower Cape Publishing Company, 1975
- (en) Kim Newman, Nightmare Movies, Bloomsbury Publishing, 256 pages, décembre 1988, 2e édition  (ISBN 0747502951), page 69
- (en) Antonia Quirke, Jaws, British Film Institute, 96 pages, octobre 2002  (ISBN 085170929X)
- (fr) Clément Safra, Dictionnaire Spielberg, Paris, Vendémiaire, coll. « Dictionnaire », 2011, 360 p.  (ISBN 978-2-36358-010-8)

#### Articles
- Pierre Baudry, analyse des films catastrophes hollywoodiens repris dans le livre Le cinéma américain – analyses de films sous la direction de Raymond Bellour, tome 2, Flammarion, 318 pages, Paris, 1980  (ISBN 2080643274)
- (en) David Helpern, At Sea with Steven Spielberg, Take One, volume 4, numéro 10, 1975, pages 8–12.
- (en) Stephen E. Bowles, The Exorcist and Jaws, Literature/Film Quarterly (trimestriel), volume 4, numéro 3, 1976, pages 196-214.
- (en) Marc Bernardin, New To DVD: Jaws (B+) dans Entertainment Weekly, volume 1, numéro 549, 14 juillet 2000, page 58
- (en) Phil Hoad, Flicks, septembre 2000, page 79
- (en) Brian M. Raftery, Dead In The Water dans Entertainment Weekly, volume 1, numéro 594, 4 mai 2001, page 74
- (en) Lee Pfeiffer, Jawsfest : The 30th Anniversary Jaws Festival dans Cinema Retro Magazine, Solo Publishing, volume 3, 11 septembre 2005, pages 50–53.
- (en) Video Watchdog numéro 14, pages 58–59